# Jonas Claesson
Jonas Claesson, född 1 december 1970 i Sävsjö, är en svensk tidigare bandyspelare och senare tränare.

## Spelarkarriär
Jonas Claesson började sin karriär i Sävsjö BK, debuterade redan som 13-åring i Sävsjö BK:s A-lag i Division 2. Första allsvenska matchen spelade han som 16-åring i Vetlanda BK mot Örebro SK på Tjustkulle i januari 1987. Jonas Claesson sköt två mål. Sista åren, från säsongen 1996/1997, hade han Zinkensdamms IP som hemmaarena då han spelade för Hammarby IF. Jonas Claesson han gjort näst flest allsvenska mål av alla svenska bandyspelare och han vann den allsvenska skytteligan ett flertal år. Han blev svensk mästare i Vetlanda BK tre gånger. Totalt gjorde han 771 mål (617 seriemål och 154 slutspelsmål) på 441 matcher i Vetlanda och Hammarby. Endast David Karlsson i Villa Lidköping har gjort fler mål när han gjorde sitt 772:a mål (kvittering till 1-1) mot Sirius den 16 februari 2016.
Sammanlagt deltog Claesson åren 1991–1999 i fem VM-turneringar, där han med Sverige tog hem tre guld-, en silver- och en bronsmedalj. Vid fyra av fem turneringar (1991–1997) blev han dessutom skytteligakung. Jonas Claesson är invald som nummer 11 i Svensk bandy Hall of Fame. och är Stor grabb nr 202 i svensk bandy.
Claesson avslutade sin karriär efter säsongen 2001/2002. Han blev sedan Radiosportens expertkommentator. Samma år som han slutade som spelare gav han även tillsammans med Anders Lif ut boken "Claesson : om bandy, livet och att komma till skott".

## Tränarkarriär
Inför säsongen 2008/2009 blev han tränare och sportchef för Vetlanda BK där han stannade två år innan han flyttade vidare till Ryssland för att träna HK Kuzbass från Kemerovo. Han blev då den andre svenske tränaren någonsin i ryska ligan efter Thony Lindqvist. Claesson uppgav att det är ett storlag som lockar mycket publik och har ett stort intresse runt sig. Han ansåg att det verkade vara en bra klubb där han skulle komma att trivas.
Inför säsongen 2013/2014 tog han över som förbundskapten för svenska landslaget. Han avgick som förbundskapten 2015.